# Isabella di Castiglia (duchessa di York)
Isabella di Castiglia (1355 – 23 dicembre 1392) è stata una principessa spagnola e prima duchessa di York.

## Biografia
Era figlia di Pietro I, re di Castiglia, e di Maria di Padilla.
Isabella e i suoi fratelli vennero riconosciuti legittimi nel 1362. Sette anni dopo suo padre venne assassinato dal fratello Enrico di Trastamara che salì al trono col nome di Enrico II. Divenne erede al trono dopo lo zio sua sorella Beatrice e, alla sua morte, Costanza.
Costanza nel 1371 sposò Giovanni, figlio del re Edoardo III d'Inghilterra, che rivendicò in nome della moglie il trono di Castiglia. Per consolidare la sua posizione Giovanni organizzò il matrimonio tra suo fratello Edmondo Plantageneto, I duca di York e la sorella minore di Costanza ossia Isabella.
Le nozze ebbero luogo nel 1372 a Wallingford. Divenne duchessa di York nel 1385, titolo che mantenne fino alla sua morte avvenuta a trentasette anni nel 1392.
Diede alla luce tre figli:
- Edoardo (1373 – 25 ottobre 1415), duca di York;
- Costanza (1374 – 29 novembre 1416), andata sposa a Thomas le Despenser e poi a Edmondo conte di Kent[4];
- Riccardo (1375 – 5 agosto 1415), conte di Cambridge.

## Ascendenza
|                                                |                   |                                                       | Genitori               |  |  | Nonni |  |  | Bisnonni                   |  |  | Trisnonni              |  |
|                                                |                   |                                                       |                        |  |  |       |  |  | Ferdinando IV di Castiglia |  |  | Sancho IV di Castiglia |  |
|                                                |                   |                                                       |                        |  |  |       |  |  | Ferdinando IV di Castiglia |  |  | Sancho IV di Castiglia |  |
|                                                |                   | Maria di Molina                                       |                        |  |  |       |  |  | Ferdinando IV di Castiglia |  |  |                        |  |
| Alfonso XI di Castiglia                        |                   |                                                       |                        |  |  |       |  |  | Ferdinando IV di Castiglia |  |  |                        |  |
|                                                |                   | Costanza del Portogallo                               | Dionigi del Portogallo |  |  |       |  |  |                            |  |  |                        |  |
|                                                |                   | Costanza del Portogallo                               | Dionigi del Portogallo |  |  |       |  |  |                            |  |  |                        |  |
|                                                |                   | Costanza del Portogallo                               | Isabella d'Aragona     |  |  |       |  |  |                            |  |  |                        |  |
| Pietro I di Castiglia                          |                   | Costanza del Portogallo                               |                        |  |  |       |  |  |                            |  |  |                        |  |
|                                                |                   | Alfonso IV del Portogallo                             | Dionigi del Portogallo |  |  |       |  |  |                            |  |  |                        |  |
|                                                |                   | Alfonso IV del Portogallo                             | Dionigi del Portogallo |  |  |       |  |  |                            |  |  |                        |  |
|                                                |                   | Alfonso IV del Portogallo                             | Isabella d'Aragona     |  |  |       |  |  |                            |  |  |                        |  |
| Maria del Portogallo                           |                   | Alfonso IV del Portogallo                             |                        |  |  |       |  |  |                            |  |  |                        |  |
|                                                |                   | Beatrice di Castiglia                                 | Sancho IV di Castiglia |  |  |       |  |  |                            |  |  |                        |  |
|                                                |                   | Beatrice di Castiglia                                 | Sancho IV di Castiglia |  |  |       |  |  |                            |  |  |                        |  |
|                                                |                   | Beatrice di Castiglia                                 | Maria di Molina        |  |  |       |  |  |                            |  |  |                        |  |
| Isabella di Castiglia                          |                   | Beatrice di Castiglia                                 |                        |  |  |       |  |  |                            |  |  |                        |  |
|                                                | García de Padilla | …                                                     |                        |  |  |       |  |  |                            |  |  |                        |  |
|                                                | García de Padilla | …                                                     |                        |  |  |       |  |  |                            |  |  |                        |  |
|                                                | García de Padilla | …                                                     |                        |  |  |       |  |  |                            |  |  |                        |  |
| Juan García de Padilla, I Signore di Villagera | García de Padilla |                                                       |                        |  |  |       |  |  |                            |  |  |                        |  |
|                                                |                   | Leonor de Vera                                        | …                      |  |  |       |  |  |                            |  |  |                        |  |
|                                                |                   | Leonor de Vera                                        | …                      |  |  |       |  |  |                            |  |  |                        |  |
|                                                |                   | Leonor de Vera                                        | …                      |  |  |       |  |  |                            |  |  |                        |  |
| Maria di Padilla                               |                   | Leonor de Vera                                        |                        |  |  |       |  |  |                            |  |  |                        |  |
|                                                |                   | Fernán González de Henestrosa, I Signore di Alcañices | …                      |  |  |       |  |  |                            |  |  |                        |  |
|                                                |                   | Fernán González de Henestrosa, I Signore di Alcañices | …                      |  |  |       |  |  |                            |  |  |                        |  |
|                                                |                   | Fernán González de Henestrosa, I Signore di Alcañices | …                      |  |  |       |  |  |                            |  |  |                        |  |
| María Fernández de Henestrosa                  |                   | Fernán González de Henestrosa, I Signore di Alcañices |                        |  |  |       |  |  |                            |  |  |                        |  |
|                                                |                   | Aldonza Ramírez de Silva                              | …                      |  |  |       |  |  |                            |  |  |                        |  |
|                                                |                   | Aldonza Ramírez de Silva                              | …                      |  |  |       |  |  |                            |  |  |                        |  |
|                                                |                   | Aldonza Ramírez de Silva                              | …                      |  |  |       |  |  |                            |  |  |                        |  |
|                                                |                   | Aldonza Ramírez de Silva                              |                        |  |  |       |  |  |                            |  |  |                        |  |